# Georgetown University

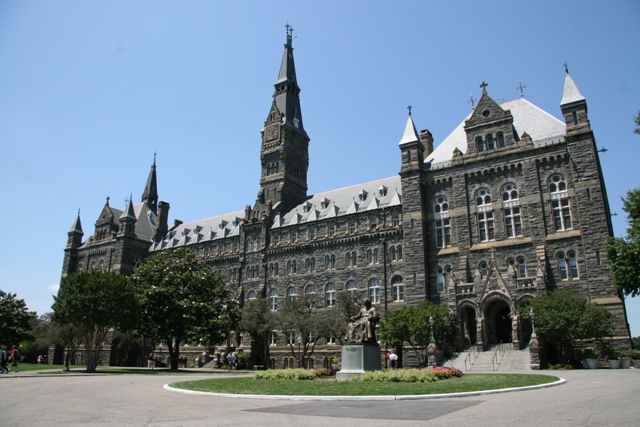
Hauptgebäude der Georgetown University

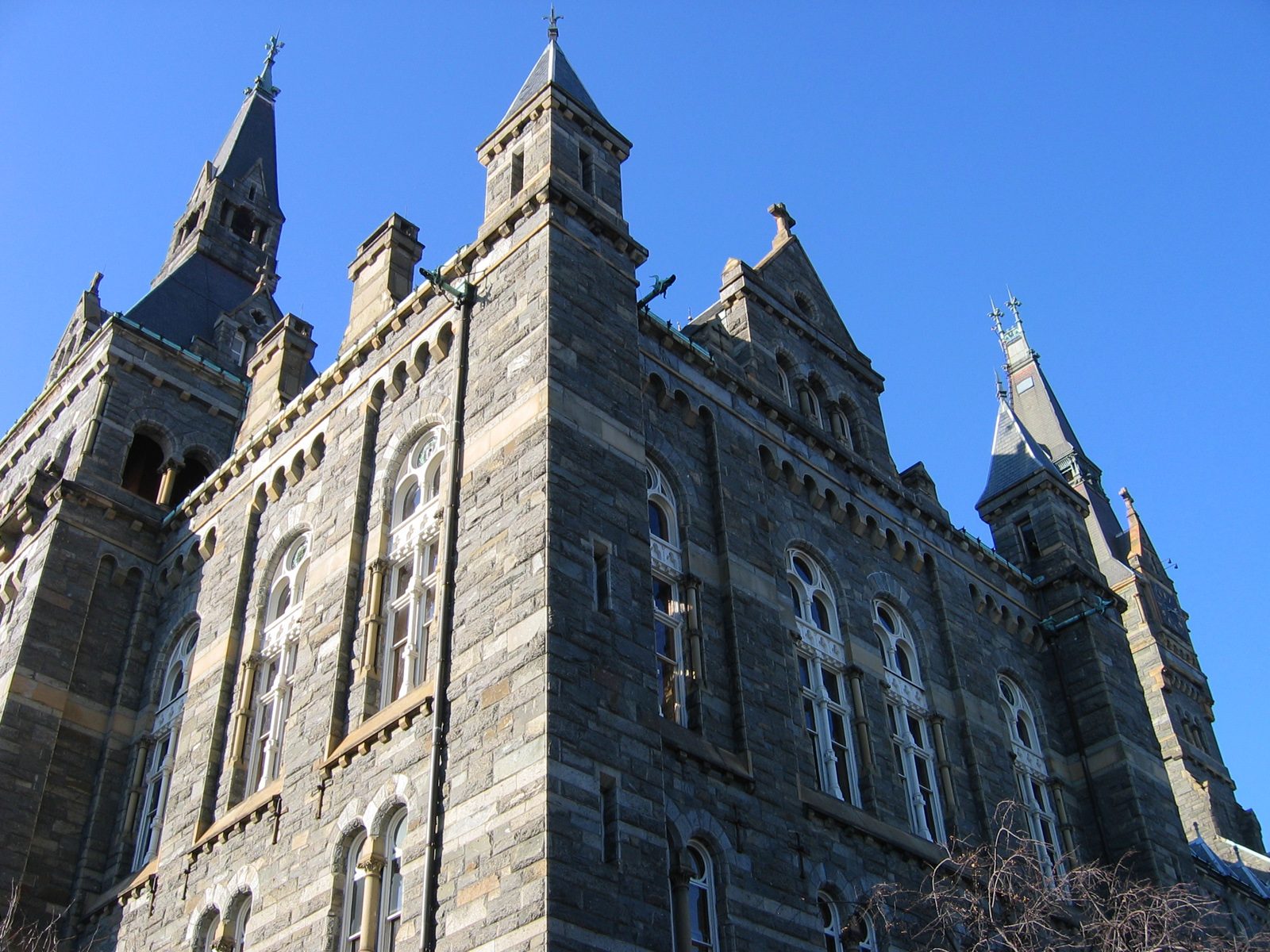
Healy Hall der GU

Die Georgetown-Universität in Washington, D.C., ist die älteste römisch-katholische, von Jesuiten geleitete Universität in den USA. Sie hat ihren Sitz im noblen Washingtoner Stadtteil Georgetown und gilt als eine der renommiertesten Universitäten der Welt. Bekannt ist die Universität vor allem für ihre Fakultäten für Politikwissenschaft/Internationale Beziehungen, Wirtschaftswissenschaft und Rechtswissenschaft, die jeweils zu den besten der USA gehören. Vor allem die School of Foreign Service der Georgetown University zählt dabei zu den führenden Einrichtungen ihrer Art weltweit.
Georgetown hat zahlreiche bekannte Alumni, darunter den 42. Präsidenten der USA, Bill Clinton, sowie mehrere andere Staatsoberhäupter, Mitglieder aus Königshäusern, einflussreiche Politiker, Botschafter und Milliardäre.
Neben dem Campus in Washington D.C. unterhält Georgetown seit 2005 einen Zweitcampus in Katar. Georgetown ist Mitglied der Association of Jesuit Colleges and Universities.

## Geschichte
Georgetown wurde 1789 durch den Jesuitenpater John Carroll (1735–1815) gegründet. Der erste Student war William Gaston (1778–1844), der 1791 seine Studien in Georgetown begann, wegen Krankheit jedoch sein Studium abbrechen musste. Im Jahr 1814, demselben Jahr, in dem Papst Pius VII. den Jesuitenorden wieder zugelassen hat, verhalf William Gaston, mittlerweile Congress-Abgeordneter, der Universität zur offiziellen Anerkennung durch den US-Congress in Form einer federal charter (Bundes-Urkunde), die durch den Präsidenten James Madison am 1. März 1815 unterzeichnet wurde. Im Jahr 1817 wurde den ersten beiden Absolventen der Universität, den New Yorker Brüdern Charles und George Dinnies, der akademische Grad des Bachelor of Arts verliehen. Als die Universität 1838 stark verschuldet war, verkaufte ihr damaliger Präsident Thomas F. Mulledy 272 Afroamerikaner als Sklaven nach Louisiana. Im Jahr 1850 wurde das College um die medizinische Fakultät (heute: School of Medicine) erweitert, 20 Jahre später, 1870, kam die juristische Fakultät (heute: Law Center) dazu. Damals wurden Studiengebühren in Höhe von 50 Dollar erhoben. Unter Pater Patrick Healy (1834–1910), dem ersten Afro-Amerikaner, der einen Doktortitel (PhD) erlangte, und der Georgetown von 1874 bis 1882 leitete, erlebte Georgetown seine zweite Blütezeit, und wandelte sich von einem kleinen liberal arts college zu einer modernen Universität.
Nach dem Ende des Amerikanischen Bürgerkriegs (1861–1865), in dem Studenten und Absolventen von Georgetown auf beiden Seiten kämpften und die Unionsarmee zahlreiche Gebäude der Universität requirierte, nahm die Universität die Farben blau (Farbe der Nordstaaten, Union) und grau (Farbe der Südstaaten, Konföderation) als Symbol der Wiedervereinigung des Landes an.

## Jesuitische und katholische Tradition
Georgetown University nahm ihren Ursprung mit John Carroll, einem in Amerika geborenen Jesuiten. Carroll absolvierte einen Großteil seiner Ausbildung in Europa und kehrte 1773 als erster Bischof in die Vereinigten Staaten zurück. Sein Ziel war es, die Zukunft des amerikanischen Katholizismus durch Bildung zu stärken, insbesondere durch die Gründung einer elitären katholischen Bildungseinrichtung. Carrolls Vision zur Zeit der Amerikanischen Revolution bestand darin, dass eine starke katholische Institution wie die Georgetown University maßgeblich zum politischen, kulturellen und intellektuellen Leben der noch jungen Nation beitragen würde. Er gründete die Universität außerhalb der Siedlung Georgetown auf den Uferhöhen des Potomac Rivers. Die sich immer weiter etablierende religiöse Toleranz im noch jungen Amerika eröffnete Menschen jeder sozialen Schicht und religiösen Grundströmung das Studieren an der Universität. Carroll sah Georgetown als eine strenge akademische katholische Bildungseinrichtung, die maßgeblich geprägt wird durch Studenten unterschiedlicher Herkunft.
Auch heute wird Carrolls Vision noch gelebt: Die Georgetown-Universität ist international bekannt für ihre Ausrichtung am katholischen Glauben und den jesuitischen Traditionen. Die gute Verbindung zu Politik, Wirtschaft und Gesellschaft sowie der gelebte religiöse und kulturelle Pluralismus der Universität unterscheiden die Georgetown University von anderen nordamerikanischen Hochschulen.

## „The Spirit of Georgetown“
Noch heute soll sich jeder Student einem ethischen Grundsatz verpflichten, der Georgetown als eine traditionell elitäre Einrichtung unterscheidet. Dieser Spirit of Georgetown greift eine 450 Jahre alte christliche Tradition auf, die maßgeblich von Ignatius von Loyola, dem Gründer der Gesellschaft Jesu (Societas Jesu), inspiriert wurde. Im Einzelnen lauten die Eckpfeiler wie folgt:
- Ad Majorem Dei Gloriam: Dieses Motto kennzeichnet den religiösen Zweck der Jesuiten, nämlich eine ausgezeichnete Bildung an Menschen weiterzugeben, die später durch ihre Arbeit in der Welt und der Gesellschaft einen Unterschied zum Besseren machen sollen. Gott soll in ihrer Arbeit allgegenwärtig sein.

- Contemplation in Action: Der Glaube an Gott und die Fähigkeit, sein Handeln zu reflektieren, soll das Handeln der Studierenden leiten.

- Academic Excellence: Jesuiten waren schon früh für ihre ausgezeichnete Bildung bekannt und gründeten 1547 eine Schule in Messina (Italien), um jungen Männern dieser Stadt einen ähnlich hohen Bildungsstandard zu eröffnen. Die Georgetown University stammt von diesem Grundgedanken ab. Für Jesuiten steht akademische Exzellenz für eine nötige Voraussetzung, Lösungen sowie Wahrheiten aufzudecken und den weiteren Sinn zu erforschen („über den Horizont hinauszuschauen“). Georgetown wählt noch heute seine Lehrbeauftragten und Studenten nach diesem Prinzip aus; die Qualität der Vorlesungen und Bedeutung der Forschung auf dem Campus sind diesem Prinzip auf ewig verschrieben. So gehört die Universität heute zu den besten 25 Universitäten des Landes.

Weitere wichtige Grundpfeiler des ethischen Konzepts sind: Educating the Whole Person, Cura Personalis, Faith and Justice, Women and Men for Others, Interreligious Understanding, Community in Diversity.

## Campus

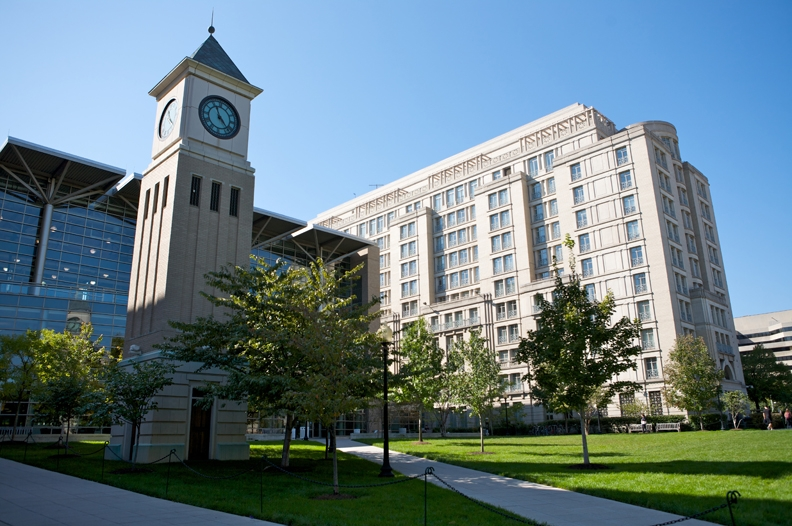
Gebäude der juristischen Fakultät

Die Hochschule befindet sich in Georgetown, einem sehr wohlhabenden Stadtteil im Nordwesten von Washington, D.C., zwischen der 35sten Straße NW und dem Glover Archibold Park sowie zwischen dem Potomac River und der Reservoir Road gelegen. Sie liegt etwa 20 Straßenblocks vom Weißen Haus entfernt. Die juristische Fakultät (Georgetown University Law Center) befindet sich nicht auf dem Hauptgelände der Universität, sondern auf der New Jersey Avenue, nur wenige Blocks vom Capitol, der Library of Congress und Union Station entfernt.

## Zahlen zu den Studierenden und zum Vermögen
Im Herbst 2021 waren 19.371 Studierende an der Universität eingeschrieben. Davon strebten 7.357 (38,0 %) ihren ersten Studienabschluss an, sie waren also undergraduates. Von diesen waren 56 % weiblich und 44 % männlich. 12.014 (62,0 %) arbeiteten auf einen weiteren Abschluss hin, sie waren graduates.
Der Wert des Stiftungsvermögens der Georgetown-Universität lag 2022 bei 3,21 Mrd. US-Dollar und war damit 23,8 % höher als 2021, da es damals 2,59 Mrd. US-Dollar betragen hatte (letzteres 39,1 % höher als 2020 mit 1,86 Mrd. US-Dollar).

## Studentische Medien
Georgetown University hat eine Vielzahl von Medien, die von Studenten betrieben werden. The Hoya ist die älteste Zeitung der Universität; die erste Ausgabe erschien 1920. Die Zeitung ist kostenlos erhältlich. Sie wurde bis 1987 einmal wöchentlich und danach zweimal die Woche gedruckt; inzwischen gibt es tägliche Aktualisierungen online und jeweils am Freitag 3000 gedruckte Exemplare, die an 30 Stellen am Campus ausgelegt werden. The Georgetown Voice, bekannt für die wöchentlichen Titelblattnachrichten, ist ein wöchentliches Nachrichtenmagazin, das sich von The Hoya unterscheidet, indem es seinen Nachrichtenschwerpunkt auf die Stadt Washington und das Land legt. Die Georgetown Independent ist ein monatlich erscheinendes Magazin, welches seinen Schwerpunkt auf Journaljournalismus, Kommentar und Kunst legt. Die Georgetown Academy zielt auf katholische Leser auf dem Campus und der Georgetown Federalist, 2006 gegründet, hat zum Ziel, einen konservativen und ungezwungenen Gesichtspunkt zu verbreiten. The Fire This Time ist Georgetowns einziges Magazin für Minderheiten auf dem Campus. The Georgetown Heckler ist ein Comic- bzw. Satiremagazin, das 2003 im Internet gegründet wurde und seit 2007 auch als Printausgabe auf dem Campus erhältlich ist.

## Fakultäten
Georgetown University umfasst acht Fakultäten, welche sich untergliedern in vier Undergraduate Fakultäten, angesehene Masterstudienprogramme, eine Juristische und eine Medizinische Fakultät. Ein Überblick im Einzelnen: Georgetown College (gegründet 1789), Graduate School of Arts and Sciences (1820), School of Medicine (1850), Law Center (1870), School of Nursing and Health Studies (1903), Edmund A. Walsh School of Foreign Service (1919), School of Continuing Studies (1956), Robert E. McDonough School of Business (1957). Insgesamt sind 1.268 Vollzeitlehrende und 689 Teilzeitlehrende an der Georgetown University beschäftigt. Der Hauptcampus allein beschäftigt 750 Vollzeitlehrbeauftragte und 399 Teilzeitlehrkräfte.
Bekannt ist die Universität vor allem für Politikwissenschaft/Internationale Beziehungen, Wirtschaftswissenschaft und Rechtswissenschaft, die jeweils als zu den besten Fakultäten der USA gehörend gelten. Vor allem die School of Foreign Service der Georgetown University zählt dabei zu den führenden Einrichtungen ihrer Art weltweit.
Georgetown-Absolventen werden daher unter anderem intensiv für die US-Regierung und Karrieren im Finanz- und Investmentbanking rekrutiert.
Die Aufnahmequoten sind unter den niedrigsten weltweit.
Die Zulassung zu Georgetown ist sehr selektiv mit einer Akzeptanzrate von 14,5 % im Jahr 2019.
Die School of Medicine etwa ließ im Zulassungsjahr 2009 2 % der Bewerber zu.
Das bekannte Master of Science in Foreign Service (MSFS)-Programm, das u. a. König Felipe VI. von Spanien und König Abdullah II. von Jordanien besucht haben, hatte im selben Jahr eine Zulassungsquote von 5 %. Das MSFS-Programm zählt außerdem zu den angesehensten Abschlüssen im Bereich der Internationalen Beziehungen weltweit. Im Ranking der einschlägigen Zeitschrift Foreign Policy aus dem Jahr 2011/12 belegte Georgetown den ersten Platz für professionell ausgerichtete Masterstudiengänge im Bereich Internationale Beziehungen noch vor der Johns Hopkins University, der Harvard University und der Princeton University.

## Sport
Die Sportteams der Georgetown University werden Hoyas genannt. Die Hochschule ist Mitglied in der Big East Conference.

## Bekannte Absolventen
Zu den bekannten Absolventen der Universität zählen zum Beispiel der ehemalige US-amerikanische Präsident Bill Clinton, die ehemalige US-amerikanische Außenministerin Madeleine Albright (die bis zu ihrem Tod im März 2022 noch in Georgetown lebte und als Professorin lehrte), der ehemalige Präsident der europäischen Kommission und ehemalige portugiesische Ministerpräsident José Manuel Barroso, der frühere Ministerpräsident Sachsens Kurt Biedenkopf, der jordanische König Abdullah II., der ehemalige libanesische Premierminister und Milliardär Saad Hariri sowie der König von Spanien Felipe VI. Gloria Macapagal Arroyo, ehemalige Präsidentin der Philippinen, besuchte ebenfalls Georgetown, führte jedoch ihr Studium auf den Philippinen fort.
Des Weiteren absolvierten dutzende Abgeordnete des US-amerikanischen Kongresses ihr Studium an der Georgetown University. Die Georgetown University hat zudem einen starken Fokus auf College-Basketball und brachte etliche NBA-Spieler hervor, unter anderem Allen Iverson, Patrick Ewing, Dikembe Mutombo, Alonzo Mourning, Don Reid, Jerome Williams, Jaren Jackson, Jahidi White, aber auch andere bekannte Sportler, wie den American-Football-Spieler und Mitglied in der College Football Hall of Fame Al Blozis, sowie zahlreiche Bekanntheiten in der amerikanischen Medien- und Unterhaltungswirtschaft, darunter Maria Shriver (Journalistin und Ex-Ehefrau von Arnold Schwarzenegger), William Peter Blatty (Autor von Der Exorzist), Carl Reiner (Vater von Rob, Regisseur und u. a. Schauspieler in Ocean’s Eleven) und Bradley Cooper (Schauspieler in The Hangover). Mit Ewing, Mutombo und Mourning sind drei ehemalige Georgetown Center in der Naismith Memorial Basketball Hall of Fame. Auch Allen Iverson wurde 2016 ebenfalls in die Hall of Fame aufgenommen.
Laut Vanity Fair studieren in Georgetown besonders viele Mitglieder aus Königshäusern, so z. B. Paul von Griechenland, Felipe von Spanien und Abdullah II. bin al-Hussein.
- Bill Clinton (* 1946), Politiker
- Madeleine Albright (1937–2022), Politikerin
- José Manuel Barroso (* 1956), portugiesischer Unternehmensberater und Politiker
- Kurt Biedenkopf (1930–2021), deutscher Jurist, Hochschullehrer und Politiker
- Abdullah II. (* 1962), König von Jordanien
- Saad Hariri (* 1970), libanesisch-saudi-arabischer Unternehmer, Politiker und Milliardenerbe
- Felipe VI. (* 1968), König von Spanien
- Gloria Macapagal Arroyo (* 1947), philippinische Politikerin
- Allen Iverson (* 1975), Basketballspieler
- Patrick Ewing (* 1962), jamaikanisch-US-amerikanischer Basketballspieler und -trainer
- Dikembe Mutombo (1966–2024), kongolesisch-US-amerikanischer Basketballspieler
- Alonzo Mourning (* 1970), Basketballspieler
- Don Reid
- Jerome Williams
- Jaren Jackson
- Jahidi White
- Maria Shriver (* 1955), Journalistin und Autorin
- William Peter Blatty (1928–2017), Autor, Drehbuchautor und Regisseur
- Carl Reiner (1922–2020), Schauspieler, Komiker, Filmregisseur, Produzent, Drehbuch- und Buchautor
- Bradley Cooper (* 1975), Schauspieler und Sänger
- Yuejiao Zhang (* 1944), ehemaliges Mitglied am WTO Appellate Body